# Xiangelilacris zhongdianensis
Xiangelilacris zhongdianensis är en insektsart som beskrevs av Zheng, Z., Y. Huang och Z.-j. Zhou 2008. Xiangelilacris zhongdianensis ingår i släktet Xiangelilacris och familjen gräshoppor. Inga underarter finns listade i Catalogue of Life.